# Harald Raab
Harald Raab (* 12. Mai 1921 in Brünn, Tschechoslowakei; † 13. April 1969 in Rostock) war ein deutscher Slawist und Hochschullehrer.

## Leben und Werk
Harald Raab studierte Slawistik und Germanistik an der Universität Greifswald, promovierte 1956 zum Dr. phil. und habilitierte 1961. 1959 wurde er mit der Wahrnehmung der Dozentur für Slawistik an der Universität Rostock beauftragt, 1963 wurde er dort Professor mit Lehrauftrag für Slawistik und ab 1965 mit vollem Lehrauftrag. In dieser Zeit war er u. a. Redaktionsmitglied der „Zeitschrift für Slawistik“ und gehörte seit 1952 der SED an. Er starb im Alter von 47 Jahren.

## Schriften (Auswahl)
- Über die Anfänge der slawistischen Studien im deutschen Ostseeraum unter besonderer Berücksichtigung von Mecklenburg und Vorpommern. Greifswald 1956.
- Geschichte der altrussischen Literatur. Potsdam 1957.
- Ernst Moritz Arndt und die russische Befreiungsbewegung 1812. 1960.
- Die Lyrik Puschkins in Deutschland 1820–1870. Greifswald 1961.

## Auszeichnungen
- 1964 Verdienstmedaille der DDR